# 岩山トク

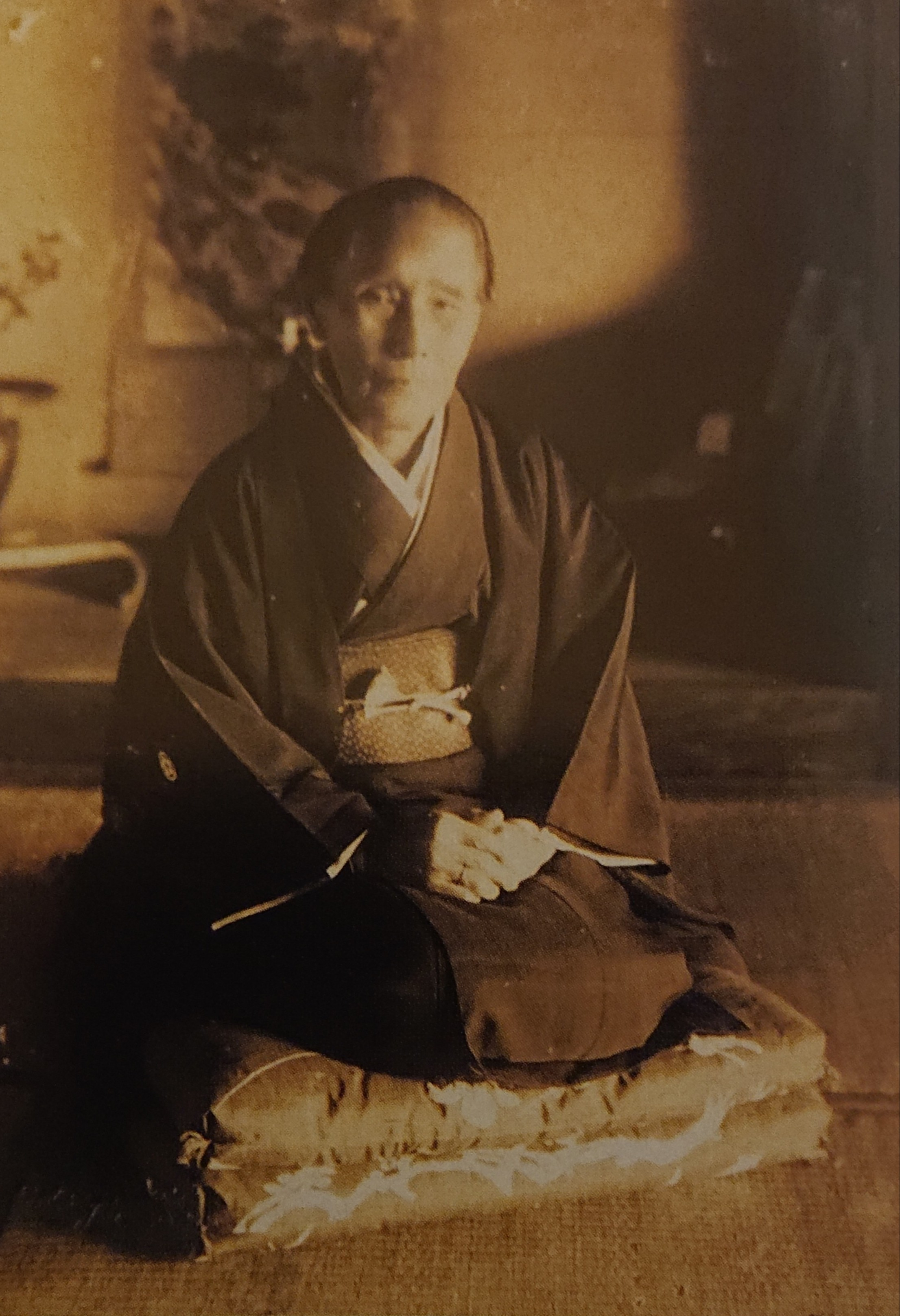
岩山トク

岩山 トク（いわやま とく、1856年5月17日（安政3年4月14日） - 1952年（昭和27年）11月18日）は、岩山直方の妻で、西郷隆盛の妻・イトの義妹。隆盛の義妹に当たる。

## 生涯
1856年（安政3年）4月14日、坂元彦五郎の三女として生まれた。1869年（明治2年）1月28日、岩山直方と結婚。その後五男三女をもうける。
1952年（昭和27年）11月18日、97歳で天寿を全うした。

## 血縁
配偶者
- 夫：岩山直方(1853(嘉永6)年1月18日-1925(大正14)年1月22日)、従七位勲八等

子女
- 長男：長彦(1873(明治6)年11月5日-1904年(明治37)年8月30日)、陸軍歩兵大尉、従七位勲六等功五級
- 次女：松子(1880(明治13)年1月1日-1883(明治16)年6月21日)